# Maskelynské ostrovy
Maskelynské ostrovy, zkráceně Maskelyny je malé souostroví nacházející se na Vanuatu, jihovýchodně od Malekuly, největšího ostrova provincie Malampa. Bylo pojmenováno po britském astronomovi Nevilu Maskelynovi kapitánem a objevitelem ostrovů Jamesem Cookem.